# Jakobsplan (Weimar)

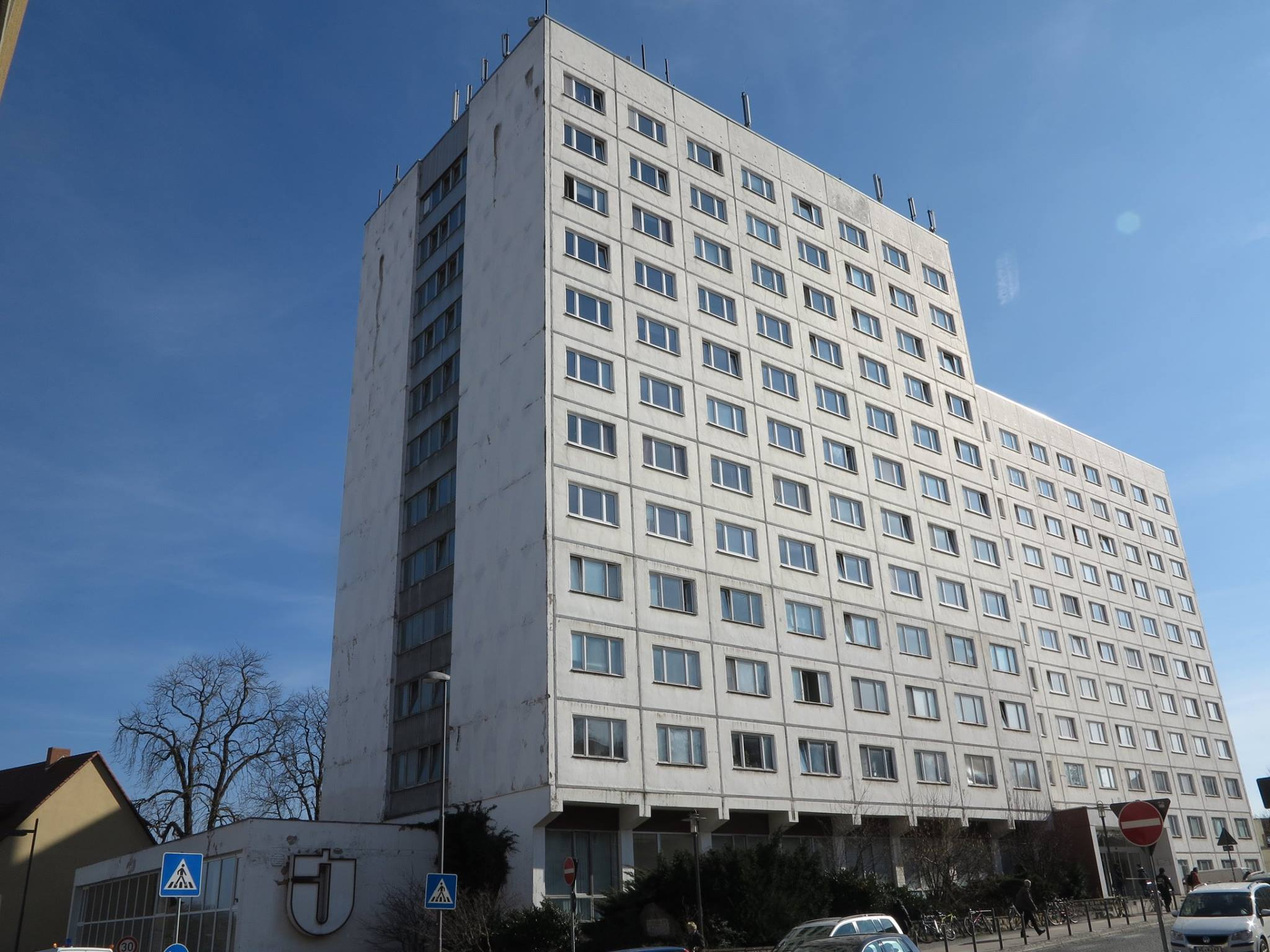
Studentenwohnheim Jakobsplan in Weimar

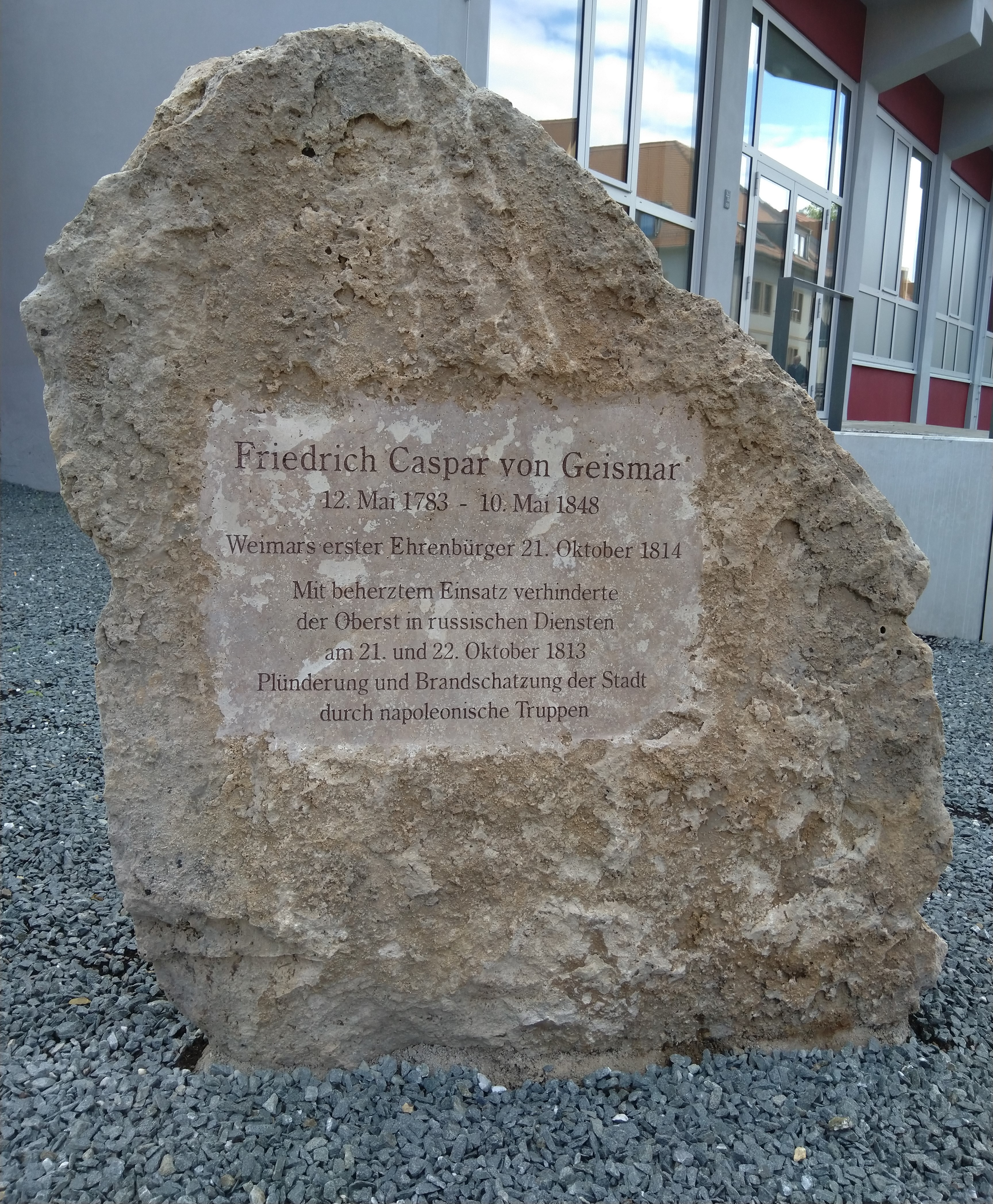
Gedenkstein für Caspar von Geismar (Ecke Friedensstraße/Jakobsplan, Weimar)

Der Jakobsplan in Weimar liegt an der Friedensstraße am Eingang zur Jakobstraße.

## Geschichte
Der Jakobsplan war ein alter städtischer Handelsplatz in der Jakobsvorstadt, der auch Schweinsecke genannt wurde.  Das einstige mittelalterliche äußere Jakobstor befand sich am Rande des Asbachgrundes vorgeschoben. Die Endung plan bedeutet im Mittelhochdeutschen Verweis, Platz, Ebene, Feld, Wiese, Boden, Kampfplatz, Schlachtfeld, Turnierplatz. Nur über das Jakobstor war es möglich von der Jakobsvorstadt in die Innenstadt zu gelangen und umgekehrt, da sie von einer Stadtmauer umgeben war. Weitere Zugänge waren das Kegeltor, das Frauentor und das Erfurter Tor. Die Befestigungsanlage wurde zu den größten Teilen als Folge des Siebenjährigen Krieges unter der Regentschaft der Herzogin Anna Amalia niedergelegt. Zwei Türme der alten Stadtbefestigung und nur geringe Teile der Stadtmauer am Graben blieben erhalten. Der größte Teil der alten Befestigungsanlage wurde zum Häuserbau verwendet. Auch der Stadtgraben, der die Mauer umgab, wurde verfüllt. Modernen Waffen wäre die Befestigungsanlage ohnehin nicht mehr gewachsen gewesen. Somit verschwand auch diese Toranlage. Die noch erhaltenen Wohnhäuser sind aus dem späten 18. und 19. Jahrhundert. An der Ecke Friedensstraße/Jakobsplan steht ein Gedenkstein für den russischen Obersten Caspar von Geismar, der 1813 die Plünderung von durchziehenden napoleonischen Truppen verhinderte. Einer, der ebenfalls einen großen Anteil daran hatte, war Friedrich Johann Christoph Heinrich von Seebach.
Allerdings mussten drei alte Gebäude dem Bau des "Langen Jakob" weichen. Das Gebäude Jakobsplan 1 ist ein Studentenwohnheim des Studierendenwerks Thüringen in Weimar. Eines davon wurde der städtebaulich als störend empfundene Thüringer Hof beseitigt. Der Bau des so genannten „Langen Jakob“ begann 1970 und war 1972 abgeschlossen. Die Feierliche Eröffnung fand am 5. September 1972 statt.
Der Jakobsplan steht auf der Liste der Kulturdenkmale in Weimar (Sachgesamtheiten und Ensembles).